# Ken Kercheval
Ken Kercheval (n. 15 iulie 1935, Wolcottville⁠(d), Indiana, SUA – d. 21 aprilie 2019, Clinton⁠(d), Indiana, SUA) a fost un actor american, foarte cunoscut pentru rolul Cliff Barnes în filmul serial Dallas distribuit de către CBS, rol pe care l-a interpretat în perioada 1978-1991.